# QV9
QV 9 est un des tombeaux situé dans la vallée des Reines, dans la nécropole thébaine, sur la rive ouest du Nil face à Louxor en Égypte.

## Description
QV 9 est une tombe anonyme datant de la XVIIIe dynastie, constituée d'un puit en marne qui relie la surface à une chambre creusée en partie en schiste argileux. Celle-ci possède un banc sculpté dans la roche.
Une équipe du CNRS y a mis au jour trois fragments de momies, cinq crânes et des os d'au moins dix adultes et neuf enfants. En décembre 2010, une équipe conjointe du CNRS et du CSA y a découvert une caisse, ainsi que des sacs contenant des fragments de poterie, de bois et d'os.

## Histoire
Elle a été réutilisée durant la Troisième Période intermédiaire. Plus récemment, elle a été déblayée en 1986 par une équipe franco-égyptienne.